# Fleshquartet
Fleshquartet (Fläskkvartetten en suédois) est un groupe de musique suédois formé en 1985 à l'Académie royale de musique de Suède. Leur style musical va de la musique classique au rock expérimental en passant par le jazz. Ils ont travaillé pour le théâtre, pour le cinéma, et les musiques de scène du chorégraphe Mats Ek pour ses créations L'Appartement et Fluke.

## Membres
- Mattias Helldén, violoncelle
- Örjan Högberg, violon
- Sebastian Öberg, violoncelle
- Jonas Lindgren, violon
- Christian Olsson, percussions et samples

## Discographie
- 1987 : Meat Beat
- 1988 : What's Your Pleasure?
- 1990 : Goodbye Sweden
- 1992 : Fläskkvartetten
- 1993 : Flow
- 1995 : Pärlor från svin
- 1996 : Fire Fire
- 1998 : Jag gör vad som helst för lite solsken
- 2000 : Love Go
- 2002 : Pärlor från svin 2
- 2003 : Vita Droppar
- 2007 : Voices of Eden